# Den Den
Den Den o Den-Den (àrab: الدندان, ad-Dandān) és una ciutat de la rodalia de Tunis, a la governació de Manouba, delegació de Manouba, a la part oriental de la governació i al límit amb la governació de Tunis. És propera a la ciutat de Manouba i tenia 24.732 habitants el 2004.

## Etimologia
El seu nom deriva d'un sant local anomenat Sidi Ahmed Den Den, en honor del qual cada any es fa una desfilada.

## Patrimoni
Els beis husseínites hi van tenir alguna residència d'hivern, la més destacada de les quals fou el palau Zarrouk (del nom del ministre Mohamed Larbi Zarrouk), avui dia utilitzat per a actes culturals.

## Economia
Fa uns anys era una vila principalment agrícola, però avui dia ha quedat pràcticament integrada amb la ciutat de Tunis, a la que està unida per un metro de 9 km.
La vila té al seu territori l'hipòdrom de Ksar Saïd, el més important de Tunísia.

## Administració
Juntament amb la ciutat de Ksar Saïd, forma una municipalitat o baladiyya amb codi geogràfic 14 12.
Al mateix temps, forma part de la delegació o mutamadiyya de Manouba, amb codi geogràfic 14 51 (ISO 3166-2:TN-12), de la qual constitueix tres sectors o imades: Den-Den (14 51 54), Ksar-Said (14 51 55) i Den-Den Sud (14 51 56).